# Osvobození zvířat
Osvobození zvířat (anglicky Animal Liberation), kniha australského filosofa Petera Singera, vyšla v roce 1975. V češtině byla vydána v roce 2001.
Obecně je považována za zakládající filosofický text hnutí za osvobození zvířat. Sám Singer odmítl pro vymezení vztahu mezi lidmi a zvířaty používat teoretické pojetí práva. Zastával názor, že na zájmy zvířat bychom měli brát ohled na základě toho, že jsou schopna trpět. Koncepce práva tak podle něj není nezbytná k tomu, abychom k zájmům zvířat přihlíželi. Ve svém díle Singer zavedl a zpopularizoval výraz speciesismus, který poprvé použil Richard D. Ryder, aby popsal vykořisťování zvířat lidmi.